# Габријел Лопес
Габријел Лопес (порт. Gabriel Lópes; Коимбра, 15. мај 1997) португалски је пливач чија специјалност су трке мешовитим и леђним стилом.
Студент је на Факултету за спорт и физичку културу Универзитета у Коимбри.

## Спортска каријера
Први значајнији резултат у каријери, седмо место, остварио је на Европским играма у Бакуу 2015, а годину дана аксније дебитовао је и у сениорској конкуренцији такмичећи се на светском првенству у малим базенима у канадском Виндзору. Први наступ на светским првенствима у великим базенима имао је у Будимпешти 2017. где је наступио у све три појединачне трке леђним стилом — 38. место на 50 метара, 30. на 100 и 33. место на 200 метара.
Две године касније, у корејском Квангџуу, успео је да се пласира у полуфинале трке на 200 мешовито које је окончао на укупно 15. позицији. Такмичио се и у тркама на 100 (31) и 200 леђно (34. место). Пре самог светског првенства у Кореји, на националном првенству Португала успео је да исплива квалификациону норму за наступ на ЛОИ 2020. у Токију у дисциплини 200 мешовито.